# Трочек, Винсент
Винсент Трочек (англ. Vincent Trocheck; род. 11 июля 1993, Питтсбург, Пенсильвания) — американский хоккеист. Участник драфта НХЛ 2011 года, был выбран в 3-м раунде под общим 64-м номером командой «Флорида Пантерз». В настоящее время является нападающим НХЛ «Нью-Йорк Рейнджерс».

## Клубная карьера
Трошек родился и вырос в Питтсбурге, штат Пенсильвания, там он и начал играть в хоккей за любительскую команду «Питтсбург Хорнетс». В 13 лет он переехал вместе со своей семьей в Детройт, штат Мичиган и там продолжил заниматься хоккеем и прогрессировать. В 2009 году Винсент был выбран на входящем драфте для новичков OHL под общим 24-м номером клубом «Сагино Спирит» и сразу же подписал с ними контракт. Благодаря своей великолепной игре за Сагино Трочек был приглашён на матч всех звезд Канадской хоккейной лиги.
В сезоне 2012/13 вновь продемонстрировал выдающуюся игру и был приглашён на очередной матч всех звезд, но на сей раз на матч звезд OHL.

### НХЛ
23 апреля 2012 года Трочек подписал трехлетний контракт новичка с клубом НХЛ «Флорида Пантерз», выбравшим его на драфте 2011 года в 3-м раунде под общим 64-м номером.
Основную часть сезонов 2013/14 и 2014/15 Винсент провел за клуб «Сан-Антонио Рэмпэйдж», который является фарм-клубом «Пантерз».
Свой первый гол в НХЛ Трочек забил 14 марта 2014 года в матче против команды «Нью-Джерси Девилз». 3 июля 2016 года в качестве ограниченно свободного агента Винсент подписал с Флоридой шестилетний контракт на 28,5 млн долларов.
10 января 2017 года Трочек был приглашён на Матч всех звёзд НХЛ 2017, где он также участвовал в конкурсе эстафеты хоккейных навыков и в конкурсе буллитов.
24 февраля 2020 года Винсент был обменян «Флоридой» в «Каролину Харрикейнз» на Эрика Хаулу, Лукаса Валльмарка, Чейза Приски и Ээту Луостаринена.

## Международная карьера
2 сентября 2016 года Трочек был вызван на Кубок мира 2016 года, где выступал за сборную Северной Америки, он забил 1 гол в 3 играх, а его сборная не вышла из группы и заняла лишь 5-е место.

## Статистика
| Легенда | Легенда                    | Легенда | Легенда                   | Легенда | Легенда    |
| ------- | -------------------------- | ------- | ------------------------- | ------- | ---------- |
| И       | Количество проведённых игр | Штр     | Штрафное время            | +/−     | Плюс-минус |
| Г       | Голы                       | П       | Голевые передачи          | О       | Очки       |
| -       | Статистика неизвестна      | —       | Статистика не учитывалась |         |            |